# Саркисян, Армен Нагапетович
Арме́н Нагапе́тович Саркися́н (арм. Արմեն Նահապետի Սարգսյան; так же известный под прозвищем Армен Горловский; (род. 20 сентября 1978, Ереван, Армянская ССР, СССР — 3 февраля 2025, Москва, Россия) — российский и украинский предприниматель армянского происхождения, российский военачальник, основатель и командир батальона «АрБат», президент федерации бокса подконтрольной России ДНР, криминальный авторитет. 3 февраля 2025 года был убит в результате взрыва в ЖК «Алые паруса» в Москве.
Утверждается[кем?], что Саркисян — криминальный авторитет, известный как «Армен Горловский».
Служба безопасности Украины и Национальная полиция Украины сообщали, что Саркисян собрал в Горловке боевое формирование «АрБат», состоящее из осуждённых за тяжкие преступления рецидивистов.
По информации The Insider, Саркисян был тесно связан с ФСБ на оккупированных Россией территориях Донецкой области Украины и выполнял функции «смотрящего» за тюрьмами, и создавал из заключённых незаконные вооружённые формирования, а также поставлял боевикам материалы для строительства защитных сооружений и блиндажей через подставные фирмы.
Во время Евромайдана совершил ряд преступлений: организация «титушек», которые нападали на митингующих. Кроме того, его группу подозревают в причастности к убийству журналиста Вячеслава Веремия. С 2014 года Саркисян вплоть до своей смерти находился в международном розыске по подозрению в организации убийств в центре Киева. Считается[кем?], что он был близок к бывшему президенту Украины Виктору Януковичу.

## Биография
Родился 20 сентября 1978 года в Ереване, через несколько лет после рождения переехал в Горловку, где прожил до 2014 года. В подростковом возрасте увлекался боксом.
По достижении совершеннолетия Саркисян решил сделать себе бригаду боксёров и контролировать при этом местный бизнес. Однако отец, Нагапет Саркисян, объяснил, что в Горловке все уже давно разделено между местными бандами, и их лидеры не потерпят нового конкурента, и дал совет присоединиться к какой-нибудь сильной бригаде (а именно к бригаде Александра Батурина из Енакиевской ОПГ). Это Саркисян-младший и сделал. Лидер Енакиевской организованной преступной группировки Батурин принял его в свои ряды.
14 февраля 2024 года в Москве на улице Плющиха произошла перестрелка между бойцом MMA Расулом Очаевым и охранниками Армена Саркисяна после ДТП с участием дочери Саркисяна. В результате стрельбы ранения получили Очаев и охранники. 24 декабря 2024 года суд приговорил Очаева к 3,5 годам лишения свободы в колонии общего режима за умышленное причинение тяжкого и лёгкого вреда здоровью с применением оружия из хулиганских побуждений.

### Гибель
3 февраля 2025 года Армен Саркисян получил тяжёлые ранения в результате взрыва в жилом комплексе «Алые паруса» в Москве. Саркисян был доставлен в одну из столичных больниц, где скончался в реанимации, не приходя в сознание. Следственный комитет России в качестве приоритетной версии убийства Саркисяна рассматривает передел сфер влияния, связанный с его бизнес-интересами. Вместе с тем следствие не исключает и версию о возможной причастности украинских спецслужб. Похоронен на Троекуровском кладбище в Москве.